# Робот (фильм)
«Робот» (там. எந்திரன், также известен как Enthiran или Endhiran) — индийский (тамильский, Колливуд) научно-фантастический фильм режиссёра Шанмугама Шанкара, в котором суперзвезда Раджникант играет профессора и сотворённого им андроида. Айшвария Рай и Денни Дензонгпа играют другие главные роли.
После приблизительно десятилетия подготовки фильм был снят за два года, начиная с 2008. Являлся самым дорогим фильмом в истории индийского кинематографа на тот момент, а также самым кассовым фильмом за всю историю тамильского кинематографа, после «Бахубали: Завершение».

## Сюжет
После десяти лет работы гениальный учёный доктор Васигаран (Васи) создаёт уникальное творение — робота по имени Читти, как две капли воды похожего на него самого и наделённого невероятным количеством способностей. У Читти лишь один недостаток — примитивное мышление машины. Чтобы усовершенствовать проект, Васи решает заставить робота чувствовать и вставляет в него «чип любви». После удара молнии у робота закрепляются эмоции.
Невесте Васи, Сане, робот нравится как «игрушка» и друг, с помощью которого она пытается сдать экзамен, «успокаивает» соседей, отбивается от хулиганов.
Получив возможность чувствовать, Читти влюбляется в неё. Под воздействием профессора Боры он начинает отдаляться от своего создателя. Бора — бывший учитель и наставник Васигарана, являющийся в некотором роде конкурентом своему ученику. Международная террористическая организация заказала Боре партию роботов, но те не готовы — нарушена координация движений, а это можно исправить, внедрив ноу-хау Васигарана.
Поддавшись на хитрость, Читти проваливает испытания в министерстве обороны, рассказывая стихи вместо демонстрации владения оружием, военные его забраковывают. Вне себя от ярости Васи ломает Читти и выбрасывает останки на свалку.
Со свалки останки робота увозит профессор Бора. Он восстанавливает Читти в обмен на ноу-хау Васи. Кроме того, учёный добавляет роботу «красный чип» для деструктивного настроя, обеспечивая рекламу своих роботов на чёрном рынке оружия и ненависть людей к Васигарану. Чувствуя своё превосходство над человеком, Читти создаёт свою «империю» с собственной армией своих клонов (которых он сделал из украденных у Боры запчастей), крадёт девушку, устраивает в Институте Искусственного интеллекта резиденцию и хочет жениться на Сане. Прилагая огромные усилия, Васи (не без помощи армии, полиции и энергетиков) уничтожает армию и «приводит в чувство» Читти.
На суде Читти выступает в качестве доказательства невиновности Васигарана и показывает запись, на которой видно, что главным виновником являлся профессор Бора. Суд объявляет Васигарана невиновным и сохраняет его лабораторию, однако Читти был объявлен как представляющий опасность робот и должен быть подвергнут демонтажу. Читти разбирает сам себя в присутствии людей, с которыми успел познакомиться и многому научиться. Сану он просит запомнить его как «любимую игрушку», Васигарана называет своим богом и просит прощения за свои ошибки. Васигаран прощает Читти и говорит, что он не виноват, так как ошибаться он научился у людей. Читти говорит, что счастлив, и отключается.
В конце фильма показывают музей, в которой голова Читти цитирует один из законов робототехники Азимова. Во время экскурсии школьного класса одна из школьниц спросила у гида, почему робот, несмотря на всего его способности, был демонтирован. Ответ ей дал сам Читти: «Я начал думать».

## В ролях
- Раджникант — профессор Васигаран / робот Читти Баба́
- Айшвария Рай — девушка профессора, Сана
- Денни Дензонгпа — профессор Бора
- Сантанам — Шива
- Девадаршини Четан — Латха
- Сабу Сирил — агент Шах
- Калабхаван Мани — Пачаимутху
- Ревати Санкаран — мать Васигарана
- Делхи Кумар — отец Васигарана
- Карунас — Рави
- Кочин Ханифа — дорожный инспектор
- Раагхав — жулик
- Шрия Шарма — любознательный студент

## Производство
После провала своего дебютного фильма на хинди Nayak, С. Шанкар объявил о следующем проекте под рабочим названием «Robot», где должны были сыграть Камал Хасан и Прити Зинта. Фильм должен был выйти под баннером компании Media Dreams, части компании Pentamedia Graphics. Сообщалось, что действие фильма будет происходить в Ченнаи примерно в 2200 или 3000 годах. Хотя была проведена фото-сессия с участием Камала и Прити, фильм отложили на неопределённый срок из-за разногласий с ведущим актёром, и Шанкар приступил к съёмкам фильма Boys (2003).
После релиза Boys, режиссёр начал работать над фильмом с участием Викрама, который согласно сайту Rediff.com по прежнему назывался «Robot», но затем был переименован в Anniyan (2005). Через месяц после релиза фильма «Босс Шиваджи» в 2007 году, Шанкар объявил, что Шахрух Хан может сыграть главную роль в «Robot». Фильм собирались производить под его собственным баннером Red Chillies Entertainment, но октябре проект официально отклонили.
Производство возобновили в 2008 году под баннером Eros International и Ayngaran International. Правительство штата Тамил-Наду предоставило налоговые льготы для съёмок фильмов на тамильском, в результате чего название фильма было изменено на «Enthiran». Суджата Рангараджан первоначально выбрана для написания диалогов, но после её смерти её заменил Мадхан Карки. В конце этого же года Eros International вышли из проекта из-за кассового провала фильмов Drona (2008) и «Наследники» (2008) одновременно с компанией Ayngaran International, которая столкнулась с проблемами финансового кризиса 2008 года. Права на производство и релиз были проданы компании Sun Pictures.
В 2008 году после неудачных попыток поиска актёра на главную роль был выбран Раджникант, сыгравший в предыдущем фильме Шанкара, чья зарплата за эту роль составила 450 миллионов рупий. Режиссёр переписал сценарий специально под него. Хотя Айшвария Рай была первоначальным выбором режиссёра на главную женскую роль в 2001 году, она отказалась из-за плотного графика, и была заменена Прити Зинтой. Когда фильм решили снимать с Раджникантом, на место героини претендовали Приянка Чопра, Дипика Падуконе, Шрия Саран и та же Айшвария, которую выбрали в итоге. Её персонаж был озвучен Савитой Редди.
Несколько актёров претендовали на роль профессора Бохры, включая Амитабха Баччана, Дж. Д. Чакраварти, Сатьяраджа и британского актёра Бена Кингсли, но роль досталась известному злодею Болливуда Дэнни Дензонгпе, которого из-за незнания языка озвучивал Кадхир.

## Саундтрек
Презентация тамилоязычной версии альбома состоялась 31 июля 2010 года в Куала-Лумпуре в здании Putrajaya International Convention Centre. На этом мероприятии присутствовал весь актёрский состав фильма (кроме Дэнни Дензогпы). Также были приглашены другие актёры Колливуда Даянидхи Маран, Радха Раи, комедиант Вадивелу, актриса Шрия Саран (которая была партнёршей Раджниниката в фильме «Босс Шиваджи»), Джаям Рави, Рамья Кришнан, С. А. Чандрашекхар, дочери Раджниканта Айшавария и Соундария, Криш и Сангита Арвинд. Силамбарасан, Виджайялакшми, Пурна присутствовали в качестве закадровых исполнителей.
Через несколько дней после аудио релиза тамильской версии, состоялся релиз саундтрека на телугу в Хайдарабаде, куда были приглашены Чирандживи, Д. Раманайду, Мохан Бабу, Срину Вайтла, Каджал Аггарвал и Камна Джетмалани. Релиз хиндиязычной версии альбома состоялся через несколько дней в Мумбаи с участием мужа Айшварии Абхишека Баччана, её свёкров Амитабха и Джайи.
Вся музыка написана А. Р. Рахманом.
| №  | Название                  | Исполнители                                         | Длительность |
| -- | ------------------------- | --------------------------------------------------- | ------------ |
| 1. | «Pudhiya Manidha»         | С. П. Баласубраманьям, А. Р. Рахман, Хатиджа Рахман | 6:11         |
| 2. | «Boom Boom Robo Da»       | Yogi B, Кирти Сагатия, Швета Мохан, Танви Шах       | 4:28         |
| 3. | «Irumbile Oru Irudhaiyam» | А. Р. Рахман, Kash n' Krissy                        | 5:15         |
| 4. | «Kadhal Anukkal»          | Виджай Пракаш, Шрея Гхошал                          | 5:45         |
| 5. | «Chitti Dance Showcase»   | Прадип Виджай, Праин Мани, Yogi B                   | 2:44         |
| 6. | «Kilimanjaro»             | Джавед Али, Чинмайи                                 | 5:32         |
| 7. | «Arima Arima»             | Харихаран, Садхана Саргам, Бенни Дайял, Нареш Айер  | 5:19         |

## Критика
«Робот» получил положительные отзывы от критиков в Индии, с похвалой, особенно направленной на кинематографию Ратнавелу, художественное направление Сирила, визуальные эффекты Шриниваса Мохана и выступление Раджниканта в роли Читти. Анируддха Гуха из Daily News and Analysis дал фильму оценку четыре из пяти звёзд, посчитав, что у него были «лучшие спецэффекты, когда-либо виденные в тамильском фильме», и что это был «один из самых интересных индийских фильмов — среди всех языков — когда-либо снятых». И Нихат Казми из Times of India, и Кавери Бамзай из India Today оценили фильм на четыре из пяти звёзд. Казми назвал его «идеальным фильмом для бегства». Бамзай похвалила действия Раджниканта в фильме и сказала: «Раджни рассказывает нам, почему разумные роботы превосходят человека разумного».
И Анупама Чопра из NDTV, и Павитра Шринивасан из Rediff.com дали фильму оценку в три с половиной звезды из пяти. Чопра раскритиковала вторую половину фильма, описывая её как «излишне растянутую и какофоническую», но завершила свой обзор словами: «„Робот“ едет на плечах Раджниканта, и он никогда не сгибается под бременем. С помощью шикарной одежды, макияжа и спецэффектов он делает Читти привлекательным». Шринивасан, однако, сказала, что Шанкар «устанавливает баланс между научной фантастикой и коэффициентом масалы». Она пришла к выводу, что «с какой бы стороны вы на это ни смотрели, „Робот“ — один из тех редких фильмов, которые дают вам достаточно материала, чтобы втянуть вас и наслаждаться». Раджив Масанд из CNN-News18 дал оценку три из пяти звёзд и сказал: «В конце концов, именно фантастические спецэффекты и вдохновенное выступление Раджниканта сохраняют фильм свежим». Гаутаман Бхаскаран, написав статью для Hindustan Times, оценил её на три звезды и сказал: «Оставьте в стороне шутки, распространяемые в Интернете. Этот фильм, всего на несколько футов длиннее, сам по себе является прекрасным развлечением».
Малини Маннат из New Indian Express отметила, что у фильма «привлекательный сценарий, блестящие спецэффекты и жизнерадостный герой, который все ещё легко переносит свою харизму». Картик Субраманьян из The Hindu заметил, что хотя актёры «склонны теряться в фильмах со спецэффектами», в «Роботе» это не так: «Раджиникант и Айшвария Рай несут фильм на своих плечах, и, учитывая тот факт, что большая часть актёрской игры, должно быть, была перед зелёными экранами, нужно сказать, что ничто не выглядит искусственным насквозь».

## Влияние
После релиза фильма известный режиссёр К. Балачандер в личном благодарственном письме Шанкару назвал его индийской версией Джеймса Кэмерона, сам фильм — индийском ответом «Аватару», а компанию Sun Pictures — местной Metro-Goldwyn-Mayer. «Робот» также был единственным тамильским фильмом, который попал в список «50 лучших кинолент 2010 года» по мнению интернет портала Internet Movie Database.
Многие сцены из фильма, в том числе известная сцена с «чёрной овцой» были спародированы в последующих фильмах, в числе которых тамильские Mankatha (2011), «Неустрашимый» (2011), «Львиное сердце 2» (2013), также телугуязычные «Дерзкий» (2011) и Nuvva Nena (2011). В фильме Читти часто представляет себя, заявляя тактовую частоту своего центрального процессора, которая составляет 1 терагерц, и свой предел памяти с произвольным доступом, который составляет 1 зеттабайт, в итоге фраза «Привет, я Читти, скорость 1 терагерц, память 1 зеттабайт» стала популярной. В фильме «Случайный доступ» (2011) Раджникант появился в роли Читти как камео.
Джо Руссо, сорежиссёр фильма «Мстители: Война бесконечности», сказал, что сцена из «Робота», где множество клонов Читти собираются вместе в форме гигантской змеи, вдохновили его на похожую сцену в фильме «Мстители: Эра Альтрона», где одноимённый главный злодей и его клоны превращаются в гигантскую версию самого себя, но эта сцена была удалена, чтобы уменьшить хронометраж готового фильма.

## Продолжение
В 2018 году в прокат вышло продолжение «Робот 2.0», в котором Раджникант повторил роль, а также появились новые персонажи, такие как Акшай Кумар в роли антагониста и Эми Джексон, которая сыграла возлюбленную героя Нилу. Промоушен фильма длился два года, а сама кинолента стала самой дорогой в Индии на данный момент. Первоначально фильм планировалось снимать на двух языках: тамильском и хинди, но впоследствии было решено выпустить его только на тамильском, а версии на хинди и телугу сделать дублированием.